# Блок, Уолтер
Уолтер Эдвард Блок (англ. Walter Edward Block, род. 21 августа 1941 г.) — американский экономист австрийской школы, либертарианский теоретик, приверженец идей анархо-капитализма.
В настоящее время занимает должность заведующего кафедрой экономики имени Гарольда Е. Вирта в Школе бизнеса им. Дж. А. Батта при Университете Лойола, Новый Орлеан и является старшим научным сотрудником Института Людвига фон Мизеса в Оберне, штат Алабама.
Наиболее известен своей книгой 1976 года «Защита не поддающегося защите», в которой рассказывается о противоположных позициях в защите незаконных или не заслуживающих доверия действий, которые, по утверждениям Блока, являются преступлениями без жертв или действиями в интересах общественности.

## Личная жизнь
Уолтер Блок родился в Бруклине, Нью-Йорк, в семье аудитора Абрахама Блока и помощника юриста Рут Блок, либералов по политическим взглядам. Он получил summa cum laude (с лат. — «с наибольшим почётом») степень бакалавра философии в Бруклинском колледже, где он также был членом команды по плаванию. Степень Ph.D. по экономике он получил в Колумбийском университете, защитив диссертацию по теме «контроль ренты». Имея еврейские корни, Блок называет себя «благочестивым атеистом».

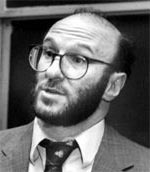

Ранний период жизни Блока характеризуется его увлечением идеями эгалитаризма. В интервью для «Austrian Economics Newsletter» Блок заявил: «В пятидесятые-шестидесятые я был не более чем ещё один „комми“ из Бруклина.» Причиной «обращения» Блока в либертарианство послужили личные встречи с Айн Рэнд, в то время, когда он был студентом. Бывал на этих встречах и Алан Гринспен. Сам Блок описывает это так: «В 1963 году, когда я учился в Бруклинском колледже, Айн Рэнд приходила туда с лекциями. Я, равно как и три тысячи моих сокурсников, обычных леваков-студентов, ходил на них в основном чтобы освистать её, ибо для нас она была воплощением зла. Позже президент студенческой группы, пригласившей её в кампус, объявил, что в её честь будет дан торжественный обед, и любой желающий может присутствовать, вне зависимости от согласия или несогласия с её идеями. Не удовлетворясь освистыванием её на лекциях, я решил воспользоваться этой возможностью, чтобы выразить своё недовольство как ей самой, так и её взглядами.»
Далее Блок принял участие в обеде с Рэнд, Натаниэлем Бранденом и Леонардом Пейковым. После брошенного им вызова нескольким участникам обеда, Бранден заключил с Блоком соглашение:

Натан очень любезно предложил мне пройти с ним на другой конец стола для общения, но поставил два условия: во-первых, я должен был пообещать не пытаться покончить со всеми спорными вопросами за одну эту беседу, но должен буду продолжать дебаты до тех пор, пока мы не придём к финишу: либо он убедит меня в ошибочности моих взглядов, либо я его в ошибочности его собственных. Во-вторых, я должен буду прочесть две книги, которые он мне даст («Атлант расправил плечи» Айн Рэнд и «Экономика за один урок» Генри Хэзлитта).— 
Хотя Блок и считает Айн Рэнд, Брандена и прочих объективистов причиной своего интереса к идеям laissez faire, всё же он говорит про Мюррея Ротбарда следующее:

Когда я впервые встретил Мюррея, у него ушло наверное не более пятнадцати минут на то, чтобы преподать мне именно те анархо-капиталистические идеи, которые я считаю правильными и по сей день… В ретроспективе, до встречи с ним я уже прошёл девять десятых пути до принятия идеи laissez-faire и анархо-капитализма в целом; всё, что мне было нужно, это маленький толчок в ту же сторону, в которую я двигался до этого.
Оригинальный текст (англ.)After I met Murray, it took him probably all of 15 minutes to convert me to the same anarcho-capitalist position I have held ever since.... In retrospect, before I had met Murray, I was nine tenths of the way toward embracing laissez faire capitalist anarchism; all I needed was a little push in the same direction I had already been going for some time.

## Карьера
Ныне Блок совместно с Гарольдом Виртом (англ. Harold E. Wirth) заведует кафедрой экономики в Loyola University в Новом Орлеане. С 1979 по 1991 год он был старшим научным сотрудником по специальности «экономика» во Fraser Institute. В дополнение к своей основной работе, Блок также старший преподаватель в Институте Людвига фон Мизеса по предмету «австрийская школа экономики». Наиболее известная работа Блока — «В защиту порицаемых», про которую Джон Стоссел сказал: «„В защиту порицаемых“ … открыла мне глаза на красоту либертарианства. Она объясняет, что многое из того, что принято считать злом — им не является». Лью Рокуэлл (англ. Lew Rockwell) из Института Людвига фон Мизеса так оценивает роль Блока в современном либертарианстве:

Мюррей Ротбард при жизни был известен как Мистер Либертарианец. Мы можем с уверенностью утверждать, что в наши дни этот титул унаследовал Уолтер Блок, ученик Ротбарда, чьи труды в совокупности толще телефонной книги и всеобъемлющи как Википедия. О чём бы он не писал — об экономической теории, об этике, о политической сецессии, о наркотиках, о дорогах, об образовании, о кредитно-денежной политике, о социальных теориях, о профсоюзах, о политическом дискурсе, о чём бы то ни было ещё — всегда его творчество пронизывает простая идея: решение любой разрешимой проблемы человечества находится в стороне увеличения свободы.
Оригинальный текст (англ.)Murray Rothbard, in his life, was known as Mr. Libertarian. We can make a solid case that the title now belongs to Walter Block, a student of Rothbard's whose own vita is as thick as a big-city phonebook, and as diverse as Wikipedia. Whether he is writing on economic theory, ethics, political secession, drugs, roads, education, monetary policy, social theory, unions, political language, or anything else, his prose burns with a passion for this single idea: if human problems are to be solved, the solution is to be found by permitting greater liberty.

## Политические взгляды
Блок, как и Роберт Нозик, выступает в защиту добровольных рабских контрактов, аргументируя это тем, что рабский контракт — «дело добровольное, при внимательном рассмотрении; и любое внешнее вмешательство в такой контракт будет кражей». Блок критикует либертарианцев, которые выступают против добровольного рабства, считая что такая позиция несовместима с основными либертарианскими принципами. Он пытается сделать «крошечную надстройку», которая бы «укрепляла либертарианство, делая его более последовательным.» Блок защищает свою позицию, показывая что «контракт, основанный на частной собственности может достигать основных принципов человеческого взаимодействия, даже если это рабский контракт.»
17 февраля 2006 г. Блок публично заявил о своей поддержке организации Free State Project (FSP). Как он сам говорит,

Вы, ребята, занимаетесь божественным трудом. Для распространения либертарианских идей, FSP один из лучших прикладных проектов, которыми либертарианское движение занималось последние десятилетия. Вы можете добиться успеха в ваших смелых мечтах, и тем самым ещё раз покажете эмпирическим путём преимущества и выгоды свободного общества.
Оригинальный текст (англ.)You people are doing the Lord's work. The FSP is one of the freshest practical ideas for promoting liberty that has come out of the libertarian movement in the past few decades. May you succeed beyond your wildest dreams, and thus demonstrate in yet another empirical way the benefits and blessings of liberty.

B своей вызывающей споры книге В защиту порицаемых Блок доказывает, что проститутки, распространители порнографии, наркоторговцы не приносят вреда обществу и поэтому их деятельность не следует запрещать. Однако позже Блок смягчил свою позицию, заявив: «Мои нынешние взгляды на „социальные и сексуальные пороки“ состоят в том, что хотя ни один из них не следует преследовать по закону, я настоятельно советую ими не заниматься».

## Труды

### Авторские
- Defending the Undefendable (1976; translated into Chinese, Dutch, French, Italian, Portuguese, Romanian and Russian languages) ISBN 0-930073-05-3
  - Овцы в волчьих шкурах. В защиту порицаемых. — Челябинск: Социум, 2011. — 304 с. ISBN 978-5-91603-038-9
- A Response to the Framework Document for Amending the Combines Investigation Act (1982)
- Focus on Economics and the Canadian Bishops (1983)
- Focus on Employment Equity: A Critique of the Abella Royal Commission on Equality in Employment (with Michael A. Walker; 1985)
- The U.S. Bishops and Their Critics: An Economic and Ethical Perspective (1986)
- Lexicon of Economic Thought (with Michael A. Walker; 1988)
- Economic Freedom of the World, 1975—1995 (with James Gwartney, Robert Lawson; 1996)
- The Privatization of Roads and Highways: Human and Economic Factors (2006)
- Labor Economics from a Free Market Perspective: Employing the Unemployable. (2008)
- The Case for Discrimination (2010)

### Редакторские
- Zoning: Its Costs and Relevance for the 1980s (Ed.; 1980)
- Rent Control: Myths & Realities (Ed. with Edgar Olsen; 1981)
- Discrimination, Affirmative Action and Equal Opportunity (Ed. with Michael A. Walker; 1982)
- Taxation: An International Perspective (Ed. with Michael A. Walker; 1984)
- Economics and the Environment: A Reconciliation (Ed.; 1985; translated into Portuguese 1992) ISBN 0-88975-067-X
- Morality of the Market: Religious and Economic Perspectives (Ed. with Geoffrey Brennan, Kenneth Elzinga; 1985)
- Theology, Third World Development and Economic Justice (Ed. with Donald Shaw; 1985)
- Reaction: The New Combines Investigation Act (Ed.; 1986)
- Religion, Economics & Social Thought (Ed. with Irving Hexham; 1986)
- Man, Economy and Liberty: Essays in Honor of Murray N. Rothbard (Ed. with Lew Rockwell; 1988)
- Breaking the Shackles; the Economics of Deregulation: A Comparison of U.S. and Canadian Experience (Ed. with George Lermer; 1991)
- Economic Freedom: Toward a Theory of Measurement (Ed.; 1991)
- Libertarian Autobiographies (Ed.; forthcoming)

## Статьи
- «Katrina and the Future of New Orleans» Telos 139, Summer 2007.
- «Hayek’s Road to Serfdom». Journal of Libertarian Studies (Center for Libertarian Studies) 12 (2): 339—365 (1996).
- Was Milton Friedman A Socialist? Yes.. (2013) MEST Journal, Vol. 1 No. 1. pp. 11-26. doi: 10.12709/mest.01.01.01.02.pdf.
- Should Abortion be Criminalized? Rejoinder to Akers, Davies and Shaffer on Abortion (2014) FBIM Transactions ISSN 2334-704X (Online). doi: 10.12709/fbim.02.02.01.04.